# Himitsu (película)
Himitsu (秘密?) es una película romántica de fantasía japonesa de 1999 dirigida por Yōjirō Takita, protagonizada por Ryōko Hirosue, Kaoru Kobayashi y Kayoko Kishimoto y basada en la novela Himitsu de Keigo Higashino. Fue estrenada el 25 de septiembre de 1999. En 2007, se realizó una adaptación francesa del filme en inglés, The Secret.

## Reparto
- Ryōko Hirosue como Monami/Naoko, la hija y madre
- Kaoru Kobayashi como Heisuke
- Kayoko Kishimoto como Naoko Sugita
- Ken Kaneko como Fumio Kajikawa
- Yuriko Ishida como Taeko
- Hideaki Itō como Haruki Soma

## Recepción
Fue elegida como finalista para las 10 mejores películas del 21º Festival de Cine de Yokohama.
| Premio                     | Fecha           | Categoría      | Recipientes y nominados | Resultado |
| -------------------------- | --------------- | -------------- | ----------------------- | --------- |
| Festival de Cine de Sitges | Octubre de 2000 | Mejor actriz   | Ryōko Hirosue           | Ganador   |
| Festival de Cine de Sitges | Octubre de 2000 | Mejor guion    | Hiroshi Saitō           | Ganador   |
| Festival de Cine de Sitges | Octubre de 2000 | Mejor película | Himitsu                 | Nominado  |